# 塩山義高
塩山 義高（しおやま よしたか、1956年7月3日 - ）は、日本の俳優。大阪府出身。劇団COG商店所属。身長168cm。（2010年3月時点）。
水産大学校卒業(漁業学科29期)。39歳より俳優としての活動を開始。

## 出演

### テレビドラマ
- 利家とまつ〜加賀百万石物語〜
- トリハダ〜夜ふかしのあなたにゾクッとする話を
- 多摩南署たたき上げ刑事・近松丙吉
- 農家のヨメになりたい
- 連続テレビ小説こころ
- 熱中家族
- Pな彼女
- けろりの道順
- 史上最悪のデート
- 14ヶ月〜妻が子供に還っていく〜
- バカヤロー!スペシャル
- シンデレラは眠らない
- 冷たい灼熱
- 赤い疑惑
- 赤い運命
- ヤ・ク・ソ・ク
- 破壊
- 水曜ミステリー9 さすらい署長 風間昭平11 - 今野裕一 役

### 映画
- アカルイミライ
- しのいだれ
- 新・悲しきヒットマン
- 極道戦国志 不動（1996年）
- so faraway
- 漂流街
- チンピラ
- 鉄道
- 修羅の群れ（2002年）
- KARAOKE
- 濡れた赫い糸（2005年）
- 子猫の涙（2008年）

### Vシネマ
- ミナミの帝王
- どチンピラ
- 史上最悪の兄弟
- 外道 〜おとこ唄（2002年）
- BOX 39
- 広島やくざ戦争 完結編（2000年）- 共雄会村石組？
- 首領の女2・3（2002年）- 南淀川警察署刑事 鈴木
- 新・日本の首領2（2004年）
- 修羅のみち11 四国最終戦争（2005年）
- ビジネスマン必勝講座 ヤクザに学ぶ経済戦術（2007年）番外編「実話雑誌編集長J氏の交渉戦術」 - K組幹部A
- 組長×射殺 首領を撃て（2007年）
- 実録・手打ち破り（2007年） - 正和会加茂組幹部 刈谷亮浩
- 実録・広島やくざ戦争外伝 義兄弟 山口英弘の半生 完結編（2008年）
- プラチナ代紋3（2016年）
- 強者(ツワモノ)1・2・3（2017年） - マモル(商店街副理事長)

### CM
- ほっかほっか亭
- 東京電力
- 日本テレコム
- ジョージア
- キヤノン
- 労働金庫

### ゲーム
- 街_〜運命の交差点〜